# Точено
То̀чено (на италиански: Toceno; на пиемонтски: Tsen, Тъсен на местен диалект: Zen, Цен) е село и община в Северна Италия, провинция Вербано-Кузио-Осола, регион Пиемонт. Разположено е на 907 m надморска височина. Населението на общината е 779 души (към 2010 г.).